# The Shrine
Shriners kallas medlemmar i en nordamerikansk filantropisk orden grundad av Walter Millard Fleming och William J Florence år 1870. Orden heter egentligen Ancient Arabic Order of the Nobles of the Mystic Shrine (A.A.O.N.M.S.) - initialerna kan omarrangeras till "a mason", och det var just från frimurarna som grundarna av organisationen kom.
Shriners startade sitt första barnsjukhus år 1922 och har nu 22 sådana där barn under 18 får gratis behandling. Medlemmarna känns igen på sin röda fez med svart tofs. Många kända amerikaner har varit medlemmar. Medlemsantalet uppgår till en halv miljon, och endast medlemmar i en frimurarorden kan bli medlemmar i Shriners.